# Diplazium nervosum
Diplazium nervosum là một loài thực vật có mạch trong họ Woodsiaceae. Loài này được (Mett.) Diels miêu tả khoa học đầu tiên năm 1899.